# District de Pengjiang
Le district de Pengjiang (蓬江区 ; pinyin : Péngjiāng Qū) est une subdivision administrative de la province du Guangdong en Chine. Il est placé sous la juridiction de la ville-préfecture de Jiangmen.